# Sensible Soccer
Sensible Soccer, често наричан SWOS или Sensi, е серия футболни игри, които са много популярни в началото и средата на 90-те години и която все още има почитатели. Разработена от Sensible Software, първоначално е издадена за Amiga и Atari, както и за компютри през 1992 г., представяща футболното игрище от птичи поглед (за разлика от много други игри по това време като Kick off или Matchday). В играта има и едитор за национални, клубни и измислени отбори и представя сравнително опростен контрол на играта. Sensible Soccer е сред 100-те най-добри игри за всички времена за Amiga

## Началото
След Sensible Soccer (1992 г.) се появява Sensible World of Soccer, често срещан и като SWOS, който излиза през 1994 г. и става първата игра, която се стреми да обхване целия професионален футбол. Представя множество първенства и дивизии от стотици страни от всички континенти и дава възможност за 20-годишна кариера като мениджър, позволявайки на играча да играе с хиляди отбори и играчи по цялото земно кълбо. В течение на няколко години SWOS излиза с обновени версии и доставя удоволствие на играчите чак до края на 90-те, когато EA налагат своята игра FIFA.

## Следващо поколение
На 1 ноември 2005 г. е обявени в интервю, че сериите ще се завърнат през 2006 г. с нова 3D графика и ще излязат за PC, Playstation 2 и Xbox. Codemasters, притежатели на лиценза обявяват, че 1 от първоначалните дизайнери на играта – Jon Hare (Джон Хеър) е в проекта. На 9 юни 2006 г. играта е пусната за продажба в Европа. Няма планове за издаването ѝ в Северна Америка. На 27 септември 2007 г. Коудмастърс анонсират нова версия на Sensible World of Soccer само за Xbox. Тя представя както класическия „ретро“ визуален вид на оригиналния SWOS, така и нова, значително подобрена графика, като запазва геймплея на оригиналния SWOS 96/97. Поради проблеми с разработването, новата игра се появява чак на 19 декември 2007, но бързо е изтеглена, тъй като онлайн играта е невъзможна в тази версия. Оправената версия се появява на 21 декември. Версията за Windows предстои да бъде издадена.

## Награди
На 12 март 2007 г. New York Times обявява Sensible World of Soccer (1994) за една от десетте най-важни игри за всички времена, според професор Хенри Лоууд и 4 члена на специален комитет.

## Игри от серията
| Заглавие                                               | Година | Платформа | Забележки (Всички версии са разработени от Sensible Software освен посочените изрично) |
| ------------------------------------------------------ | ------ | --- | --- |
| Sensible Soccer                                        | 1992   | Amiga, DOS, Atari ST, SNES, Game Boy, Sega Mega Drive, Atari Jaguar, Sega Mega-CD, Sega Game Gear, Sega Master System | Стандартното име на сериите. Конзолните версии на играта са базирани на версията Sensible Soccer 92/93, но са наречени просто „Sensible Soccer“ (DOS е конвентирана от Wave Software, Jaguar версията е конвентирана от Krisalis Software), Game Gear версията е развита от Eurocom. |
| Sensible Soccer 92/93                                  | 1992   | Amiga, Atari ST | Леко подобрена версия на Sensible Soccer, включени са жълти и червени картони |
| Sensible Soccer International Edition                  | 1993   | Amiga, Amiga CD32, Atari ST, Mega Drive                                                                               | Леко подобрена версия, включваща подобрени движения, възможност да се играе СП, както и съдии в мачовете |
| Sensible World of Soccer                               | 1994   | Amiga, DOS | Включваща песента „Goal Scoring Superstar Hero“, композирана от Richard Joseph и Jon Hare. Оригиналният SWOS съдържа няколко бъга, което води до оплаквания. Безплатен диск, който да оправи тези бъгове е пуснат през април 1995. (DOS версия конвентирана от Wave Software).       |
| Sensible World of Soccer 95 – 96                       | 1995   | Amiga, DOS | Подобрена версия на SWOS. Chris Chapman (Крис Чапман), главния програмист казва, че това е версията, която са искали първоначално да създадат.(DOS версията конвертирана от Wave Software).                                                                                          |
| Sensible World Of Soccer European Championship Edition | 1995   | Amiga, DOS, SNES | Леко подобрена версия на SWOS. Включено е ЕП. (DOS версията конвертирана от Wave Software). |
| Sensible World Of Soccer 96 – 97                       | 1996   | Amiga, DOS | Обновени съставите на отборите. Има нови плонжове на играчите. Освен под наем, играчи идват и на проби или от резервния състав (DOS версията конвертирана от Wave Software). |
| Sensible World Of Soccer 97 – 98                       | 1997   | Amiga, DOS | Обновени състави (DOS версията конвертирана от Wave Software). |
| Sensible Soccer 98                                     | 1998   | DOS, Windows | 3D версия, която отдалечава играта от оригиналната версия и поради това не е възприета добре. Първоначално запланувана да се нарича Sensible Soccer 2000, излизат ревюта в списания с това име.                                                                                      |
| Sensible Soccer 98 European Club Edition               | 1999   | PlayStation, Windows                                                                                                  | Леко подобрена версия. (Playstation версията конвертирана от Krisalis Software). |
| Sensible Soccer Mobile                                 | 2005   | Java | Разработена от Tower Studios за Kuju Wireless (сега придобита от Finesse Mobile) |
| Sensible Soccer 2006                                   | 2006   | Windows, PS2, Xbox | Първата оригинална игра от 7 години (Разработена от Kuju Entertainment, съвместно с Jon Hare). |
| Sensible Soccer Skillz                                 | 2006   | Java | (Разработена от Cobra Mobile) |
| Sensible World of Soccer                               | 2007   | Xbox 360, Windows Vista                                                                                               | Римейк на версията от 96/97, но за Xbox Live Arcade и Windows Vista. Нови функции като онлайн мултиплейър, опция за увеличаване (zoom) и класирания. |